# Wario's Woods
Wario's Woods (ワリオの森?, Wario no mori) è un videogioco rompicapo sviluppato da Nintendo per il Nintendo Entertainment System e per il Super Nintendo Entertainment System nel 1994, e poi venne di nuovo fatto uscire sul Satellaview BS-X nel 1997. La versione per NES venne fatta uscire anche per la Virtual Console del Nintendo Wii nel 2006, e in Animal Crossing nel 2002. In Wario's Woods, come in Tetris, ci sono dei blocchi che cadono dall'alto, sebbene in questo caso i blocchi sono in effetti animali della foresta e bombe. A causa della crescente popolarità dello SNES, Wario's Woods fu l'ultimo gioco con licenza pubblicato per NES in Nord America e fu anche l'ultimo gioco con licenza per quella console. Questo gioco è il primo ad avere Toad come protagonista, sebbene sia selezionabile come personaggio giocante in vari giochi a partire da Super Mario Bros. 2. L'unico altro gioco in cui un Toad è il personaggio principale è il ben più recente Captain Toad: Treasure Tracker per Nintendo Wii U.

## Versioni

### NES
La versione di Wario's Woods per NES aveva meno caratteristiche delle sue controparti per SNES e Satellaview. Oltre all'ovvia disparità grafica, il gioco non aveva la parte "vs. Com" (sfide contro un personaggio gestito dal computer) presente nella versione per Super Nintendo. Anche le musiche della versione per NES differiscono da quelle delle altre versioni. L'unica intelligenza artificiale è un gioco in cui ogni dieci round il giocatore deve affrontare un boss. Il boss ha un certo numero di cuori che possono essere ridotti soltanto eliminando le linee che sono allineate col boss. Una volta che tutti i cuori del boss sono stati tolti, il giocatore può continuare verso il round successivo. Queste lotte contro i boss culminano in una lotta contro Wario stesso.
Altre caratteristiche mancano da questa versione. Il potere usare un'unica bomba per distruggere creature in più di una direzione, detto "breakfast" nella versione per Super Nintendo, manca qui. Sono presenti altri piccoli cambiamenti: i diamanti non possono essere presi o spostati da Toad in nessun modo, mentre nella versione per SNES i diamanti potevano essere sollevati, posati o calciati. Il Thwomp presente in molti episodi del franchise di Mario viene sostituito con un semplice blocco giallo con una faccia. La versione per NES di Wario's Woods appare come un oggetto molto prezioso nella versione di Animal Crossing per GameCube nel 2002. È stato anche uno dei primi titoli disponibili per la Virtual Console del Wii. La versione per NES è l'unica ad avere una valutazione ESRB. Quando venne pubblicato per la prima volta, il gioco venne giudicato come "K-A" (Kids to Adult), cioè dai bambini agli adulti, ma da allora non si usa più. All'uscita per Virtual Console, il suo giudizio è stato aggiornato a "E" (Everyone, cioè per tutti).

### SNES
La versione per SNES venne pubblicata in Europa e Nord America nel 1994 con alcune novità sul gameplay. Una sezione "vs. Com" (contro il computer) contiene dei match al meglio dei 5 contro avversari sempre più forti, che sfociano nello scontro finale contro Wario stesso. Il gioco premia i giocatori più bravi con una modalità extra più difficile. Questa modalità viene abilitata evidenziando la modalità "vs. Com" e premendo i pulsanti Sinistra e Start sul controller. Altre caratteristiche sono una modalità a due giocatori con la possibilità di salvare quattro coppie di sfidanti sulla memoria del gioco. Comunque, a differenza del suo predecessore, ha un finale molto diverso.

### Satellaview
Vennero pubblicate due versioni di Wario's Woods per la console BS-X. La prima versione venne trasmessa dal 1995 al 1996. Conteneva dei personaggi di uno show radiofonico giapponese, Bakusho! Chuzai-kun Gaiku! (爆笑!駐在君が行く!). Il gioco portava il nome Wario no Mori Bakushō Bājon (ワリオの森 爆笑バージョン? 
"Wario's Woods: Burst of Laughter Version"). Era simile alla versione per SNES del Nord America, con l'aggiunta dei volti dei personaggi radiofonici in alcuni luoghi.
La seconda versione venne trasmessa a partire dal 26 aprile 1997, col titolo di Wario no Mori: futatabi  (ワリオの森 再び? "Wario's Woods: Again"). È difficile stabilire l'esatta data dell'uscita a causa della natura del Satellaview. Questa versione è molto simile a quella per SNES, tranne che per piccole differenze. Per esempio, in questa versione non è presente la versione del giocatore singolo che deve superare vari livelli.

### Animal Crossing
La versione per NES di Wario's Woods può essere ottenuta e giocata in Animal Crossing per il GameCube. La si può trovare scavando in un'isola remota o semplicemente dicendo un codice al proprietario del negozio, Tom Nook.

### Wii
La versione per NES di Wario's Woods fu uno dei primi titoli disponibili per la Virtual Console del Nintendo Wii al lancio in Nord America, Australia e Europa al costo di 500 Wii Points. Il gioco è una diretta emulazione senza aggiunte o modifiche. È disponibile in Giappone dal 12 dicembre del 2006, dieci giorni dopo l'uscita del Wii.

## Modalità di gioco
Toad, il protagonista del gioco, deve posizionare mostri e bombe per fermare Wario dall'impadronirsi della foresta. Il giocatore controlla un personaggio che muove gli oggetti già caduti. Toad può alzare singoli oggetti o intere colonne di oggetti e spostarle da qualche altra parte. L'obiettivo del gioco è svuotare lo schermo del giocatore dagli oggetti, che in questo gioco sono i mostri. Questo può essere fatto sistemando i mostri e le bombe dello stesso colore in file verticali, orizzontali e diagonali di tre o più oggetti. Togliendo quattro oggetti in un colpo solo abbassa lo schermo dell'avversario nella modalita "Vs.", o dà più tempo al giocatore nella modalità singolo.
Si ha una combo quando la distruzione di una fila di oggetti prova la distruzione di un'altra fila di oggetti. Quando ciò accade, l'avversario riceve una colonna di mostri dello stesso colore fino al tetto dello schermo nella modalità "Vs.". Per ogni fila consecutiva che un giocatore distrugge, l'avversario riceverà una colonna di mostri. Spesso queste colonne sono facilmente eliminabili con una sola bomba, ed in genere questo porta alla comparsa di un diamante. Quando questo lo si fa con mostri eliminabili solo se messi in file diagonali, questa mossa diventa molto potente. Fare una combo nella modalità del giocatore singolo dà più tempo al giocatore, più di quanto ne dia l'eliminazione di più mostri con una bomba sola.